# Village Roadshow Pictures
A Village Roadshow Pictures az amerikai leányvállalata egy 1986-ban alapított, nagy hollywoodi filmek társfinanszírozásával foglalkozó cégnek. A Village Roadshow Entertainment Group (VREG) egyik részlege, amely a Village Roadshow ausztrál médiavállalat tulajdonában van. Az 1986-os alapítása óta több mint 100 filmet készített, többek között a Warner Bros.-szal koprodukcióban a Mátrix-sorozatot, a Sherlock Holmes-sorozatot, a Táncoló talpak-sorozatot, az Ocean’s-sorozatot, a A Lego-kaland-filmeket és a Jokert. A Village Roadshow filmtárában szereplő filmek 34 első helyezést értek el az Amerikai Egyesült Államokban, és 50 Oscar-jelölést, 19 Oscar-díjat és hat Golden Globe-díjat kaptak.
A Village Roadshow Pictures a világ számos területén, köztük Ausztráliában, Új-Zélandon és Szingapúrban (az utóbbit a Golden Village-en keresztül) működő leányvállalatokon keresztül forgalmazza filmjeit. A J.P. Morgan Chase és a Rabobank International biztosít némi finanszírozást a Village Roadshow és a Warner Bros. filmjeihez. A Village Roadshow-nak volt egy másodlagos együttműködése a Sony Picturesszel, amely 2016-ban ért véget.

## Történet
A Village Roadshow Pictures 1986-ban alakult. A cég 1997-ben kötött első körben szerződést a Warner Bros. Picturesszel, hogy ötéves időtartamra finanszírozza filmjeiket. Bruce Berman, a félbeszakadt Plan B Entertainment cégtől szerződött a stúdió elnökének.
2012-ben a Warner Bros. Pictures és a Village Roadshow Pictures 2017-ig meghosszabbította az elsőfilmes társfinanszírozási megállapodásukat. 2014 májusában a VRPG kiegészítő társfinanszírozási produkciós szerződést kötött a Sony Pictures Entertainmenttel, amely A védelmező és az Annie című filmek megjelenésével kezdődött. A második megállapodásra a rendelkezésre álló nagy mennyiségű tőke miatt került sor.
2015-ben a Village Roadshow Pictures és a Village Roadshow Television cégét, a VREG-t egy 480 millió dolláros befektetéssel tőkeerősítették, amelyben a Falcon Investment Advisors és a Vine Alternative Investments is részt vett. A Falcon Investment Advisors és a Vine Alternative Investments 2017 áprilisában további tőkét adott hozzá, hogy ellenőrzési részesedést szerezzen a vállalatban. Ennek célja egy új stratégiai terv finanszírozása volt egy kibővített filmes listára, valamint televíziós programok és egyéb tartalmi formák gyártásának hozzáadása.
Nemrégiben[mikor?] a David S. Goyer által fenntartott Phantom Four cége kötött egy elsőfilmes szerződést a Village Roadshow Pictures-szel.